# Ступницька Катерина Вікторівна
Катери́на Ві́кторівна Ступницька (11 квітня 1996, с. Залізниця, Корецький район, Рівненська область, Україна — 10 березня 2022, поблизу смт Макарів, Бучанський район, Київська область, Україна) — український військовий медик, сержант Збройних сил України. Загинула під час російського вторгнення в Україну. Герой України (19 березня 2022, посмертно).

## Життєпис
Народилася 11 квітня 1996 року в селі Залізниця Рівненської області. Закінчила Дубенський медичний коледж. Першим місцем роботи був ФАП у селі Даничеві Рівненської області.
Згодом дівчина уклала контракт для проходження військової служби. З 2014 року на передовій неодноразово рятувала життя захисників і захисниць України.
З 2016 року сержант Катерина Ступницька проходила військову службу на посаді санітарного інструктора медичного пункту 3-го механізованого батальйону в 14-й окремій механізованій бригаді у місті Володимирі Волинської області. Неодноразово, з нетривалими відпустками, була на передовій в зоні ООС. У вересні 2021 року продовжила контракт ще на рік.
10 березня 2022 року тривали важкі бої за визволення смт Макарів Київської області, захопивши яке, ворог мав намір оточити Київ з заходу. Ворожа артилерія не вщухала ні на хвилину, та українських воїнів це аж ніяк не зупиняло, вони нещадно нищили окупантів — одна за одною ворожі машини спалахували від влучних пострілів. Противника відкидали все далі й далі, звільняючи такий важливий населений пункт. Під час бою підбили екіпаж танка командира першої роти. Дівчина, не задумуючись, помчала забирати поранених. Під шквальним вогнем противника змогла евакуювати всіх — і командира, і членів екіпажу. Дівчина оперативно надала першу медичну допомогу й вивезла танкістів для подальшої евакуації в безпечне місце. Сама ж одразу повернулась до підрозділу. Щойно увечері з'явилась мінімальна надія хоча б на пів години спокою — окупанти завдали низку ракетно-бомбових ударів по периметру. Пряме влучання в будівлю, яка слугувала медичним штабом, не залишило Катерині шансів на життя.
Прощання відбулося 11 березня 2022 року в місті Корець Рівненської області. 12 березня 2022 року її поховали в рідному селі.

## Нагороди
- звання Герой України з удостоєнням ордена «Золота Зірка» (19 березня 2022, посмертно) — за особисту мужність і героїзм, виявлені у захисті державного суверенітету та територіальної цілісності України, вірність військовій присязі.

## Вшанування пам'яті
У жовтні 2022 року на честь Катерини Ступницької перейменовано колишні вулицю і провулок Пушкіна у м. Корець на Рівненщині.
Також 8 грудня 2022 року вулицю Уляни Громової в Солом'янському районі м. Києва перейменовано на честь Катерини Ступницької.
У м. Рівне на честь Катерини Ступницької названо вулицю в новому мікрорайоні «Гармонія».